# Rhipsalis pulchra
Rhipsalis pulchra là một loài thực vật có hoa trong họ Cactaceae. Loài này được Loefgr. miêu tả khoa học đầu tiên năm 1915.